# Bröderna Karamazov (film, 1958)
Bröderna Karamazov (originaltitel: The Brothers Karamazov) är en amerikansk dramafilm från 1958 i regi av Richard Brooks. Filmen bygger på Fjodor Dostojevskijs berömda roman från 1880 med samma titel.

## Medverkande i urval
- Yul Brynner - Dmitri Karamazov
- Maria Schell - Grushenka
- Claire Bloom - Katya
- Lee J. Cobb - Fader Karamazov
- Albert Salmi - Smerdjakov
- William Shatner - Alexi Karamazov
- Richard Basehart - Ivan Karamazov